# Romániai magyar folklór
A romániai magyar folklórnak mély, évszázadokon át kialakult és felhalmozódott sajátosságai vannak mind a magyar folklór egészével, mind a román folklórral való kapcsolataiban és kölcsönhatásában. A korábbról öröklődött, majd továbbfejlődött romániai magyar folklór 1918 után keletkezett részében külön romániai jelleg is észlelhető néhány olyan műfajban, amely a történeti, közéleti változásokat közvetlenebb módon és gyorsabban tükrözi. Ilyenek a katonadalok, a két világháború közt a munkásmozgalom dalai vagy az új szövegek.
A romániai magyar folklór az egész magyar folklórban viszonylag a legrégiesebb, következőleg a legélőbb és leggazdagabb. Régies jellege az országon belül is, nyugatról kelet felé haladva, mind erőteljesebb, mígnem a folklórterület szélén, a székelyeknél, a gyimesi meg a moldvai csángóknál eléri a maximumot. Az a tény, hogy a magyar nemzetiség Romániában nem egyetlen összefüggő tömbben, hanem több kisebb-nagyobb csoportban, sőt részint szórványosan él, románokkal, ill. más nemzetiségekkel együtt vagy azok környezetében, szintén hozzájárult a régies anyag és sajátosságok megőrzéséhez.
A régiesség az anyagban (siratóénekek, egyedülálló klasszikus balladatípusok, lírai keservesek) éppúgy szemmel látható, mint az életben (verses alkotások rögtönzése, nagymérvű szöveg- és dallamvariálás, egyéni ballada előadás, gazdagon ékített dallamvonal). A romániai magyar folklór ilyen és hasonló régi, jórészt már kizárólagos anyagának, alkotás- és előadásformáinak rendszeres gyűjtése, tanulmányozása és kellő ismerete nélkül a magyar folklór múltjának vagy mai állapotának egyetlen kérdése sem oldható meg tudományos szinten. A régiesség és gazdagság azonban természetesen csak viszonylagos; talán a moldvai csángókét kivéve egészében rohamosan tért vesztett és veszít az irodalommal, valamint a kultúra valamennyi modern formájával szemben; a századokkal korábbi egyeduralmához és virágzásához viszonyítva az élő folklór a hanyatlás, a megszűnés végső szakaszához jutott.
A romániai magyar folklór másik alapvető sajátossága, a román néppel való együttélés természetes és szükségszerű következményeként megnőtt az interetnikus kapcsolatok súlya és jelentősége. Az ezredéves együttélés szövevényes kölcsönhatásokhoz vezetett: elsősorban itt áramlottak és áramlanak be a magyar folklórba különösen a román, általában a délkelet-európai hatások, formai elemek éppúgy, mint tartalmi motívumok, epizódok és típusok. Nem véletlen, hogy Erdélyben a magyar-román összehasonlító folklorisztika a gyűjtés kezdeteitől napjainkig jellegzetes hagyománnyá gyarapodott.
Végül nem hanyagolható el az a földrajztudományi adottság sem, hogy a térszíni formák nagy változatossága miatt a néprajzi tájak területe egyenként sokkal kisebb, számuk viszont sokkal nagyobb, mint akár a román, akár a magyar alföldi sík részeken. A romániai magyar néprajzi tájak hegységekkel barázdált, folyókkal-patakokkal szabdalt térképe meglepő és jellemző tagoltságot mutat: nemcsak két szomszédos völgy tucatnyi faluja, hanem akár egy-két falu is (így Szék vagy Torockó) alkothat önálló, a környezetétől teljesen elütő néprajzi tájat, vidéket.
A romániai magyar néprajzi tájak túlnyomórészt a Kárpátok ívén belül, Erdélyben helyezkednek el. A Kárpátok övezte tizenhat megye közül mindenikben van, románokkal és más nemzetiségekkel együtt, több-kevesebb magyar népesség, szórványoktól kezdve olyan nagyobb néprajzi tájakig, amelyek közül területének és magyar lakosságának arányai, valamint éppen népköltészete és népművészete révén a nemzetközi szakirodalomban is méltán legismertebb Kalotaszeg és a Székelyföld. Egy kisebb, de a népi kultúra szempontjából jelentős csoport él a Keleti-Kárpátokon kívül: a moldvai csángó magyarok, akik a középkortól kezdve fokozatosan települtek át a Székelyföldről Moldvába, és ma a legarchaikusabb magyar folklórsajátosságok őrzői.
A folklór a romániai magyar kultúra fontos és jellegzetes része. Bár néhai hagyományos ("szerves") korszaka hovatovább lezárul, újjáélesztett és továbbfejlesztett ("szervezett") formái a könyvkiadás és az időszaki sajtó, a rádió és televízió, a fesztiválok és versenyek, a Kaláka és a táncházmozgalom, általában az állam művelődési intézményei és mozgalmai révén egész nemzetiségünk kulturális életét áthatják. Az irodalomban és a képzőművészetben egyre jellemzőbb a folklorizmus: a hagyományos népi szellemiség közvetlen vagy közvetett ihletése és hatása. A folklór sokrétű megbecsülése, megőrzése és értékesítése az öntudat jelzőrendszeres tartozékaként szolgálja a nemzetiség együttérzését és összetartozását.
A magyar folklórkutatásnak Erdélyben és Moldvában gazdag múltja van; a százados népköltészeti és népzenei gyűjtések és feldolgozások áldozatos munkával ismétlődtek 1919 után is. Vikár Béla, Bartók Béla, Kodály Zoltán, Lajtha László, Balla Péter munkásságát Seprődi János, Veress Gábor, Domokos Pál Péter, Járdányi Pál és mások folytatták, közlésre az Erdélyi Múzeum és az ETI nyújtott segédkezet.
Intézményes munkára, tudományos tervszerűségre 1949-ben került sor, amikor a bukaresti Folklór Intézet fiókjaként megalakult a kolozsvári Folklór Osztály, a romániai magyar folklór gyűjtésének és tanulmányozásának, továbbá a román-magyar folklórkapcsolatok vizsgálatának feladatával, mint Etnológiai és Szociológiai Osztály a Babeș-Bolyai Tudományegyetem Társadalomtudományi Központjához tartozott. Belső munkatársai megalapításakor és a további évtizedekben: Szegő Júlia (népzene) 1957-ig, Jagamas János (népzene) 1960-ig; rövid ideig Elekes Dénes (néptánc), akit Faragó József (népköltészet) váltott fel; 1957-től Almási István (népzene); 1958-tól 1973-ig Nagy Olga (népköltészet), 1960-tól Vöő Gabriella (népköltészet). Rövidebb időn át Gurka László (népzene, 1954-59), Könczei Ádám (népköltészet, 1958) és Schuster Nagy Ildikó (népzenei irattáros, 1958-62).
Az 1970-es években az osztálynak három magyar szakembere van: a népköltészeti kutató Faragó József, Vöő Gabriella és a népzenekutató Almási István. Hivatásos népköltészeti kutató 1967 óta Marosvásárhelyen Olosz Katalin folklorista. A kolozsvári egyetem magyar irodalmi tanszékén 1943-tól 1953-ig Faragó József mint gyakornok, tanársegéd, ill. adjunktus foglalkozott népköltészeti oktatással, 1954-től Mitruly Miklós lektor lett a folklór előadója. A zeneművészeti főiskolán Jagamas János irányította éveken át az újabb nemzedékek népzenei érdeklődését. A népköltészet és a népzene mellett olyan részeknek, mint a néptánc, a népszokások, a néphit és a népi tudás, hiányoztak hivatásos kutatói.
A hivatásos folkloristák szerény száma miatt közművelődési szerepén túl szakmailag is számottevő az a népköltészeti és népzenegyűjtő mozgalom, amelynek gazdag termése többnyire szintén a Folklór, ill. Etnológiai és Szociológiai Osztály archívumát gyarapította. Ez az archívum már 1977 végén 723 helységből összesen 130 000 romániai magyar folklóralkotást őrzött, ez szám 1980-ban meghaladta a 150 000-et. A gyűjtések jelentős része a folyóiratokban is napvilágot látott, főleg a Művelődésben és mellékleteiben; tudományos feldolgozásokat a Korunk és a NyIrK közölt. A könyvkiadók és a megyei közművelődési szervek is számos kiadvánnyal járultak hozzá a népköltészet, így különösen a ballada és a népdalok (daloskönyv) iránti közérdeklődés felkeltéséhez, ritkább a néptánc koreográfiai irodalma, e téren azonban több művészi együttes és a táncház ifjúsági mozgalma hozott új eredményeket.